# П. И. П. Дентекане (Авелино)
П. И. П. Дентекане је насеље у Италији у округу Авелино, региону Кампанија.
Према процени из 2011. у насељу је живело 85 становника. Насеље се налази на надморској висини од 348 м.